# Kłapaja
Kłapaja (ukr. Клапая) – wieś na południu Ukrainy, w obwodzie chersońskim, w rejonie biłozerskim. 189 mieszkańców.